# Château de Santa Barbara (Alicante)
Pour les articles homonymes, voir Château de Santa Barbara.
Le château de Santa Barbara est un château fort qui domine la ville d'Alicante, sur la côte méditerranéenne espagnole.
Il est un haut lieu de la mémoire de l'histoire espagnole, connu notamment en tant que prison durant la guerre d'Espagne. 
Il se trouve sur le mont Benacantil, à 169 mètres d'altitude.

## Histoire

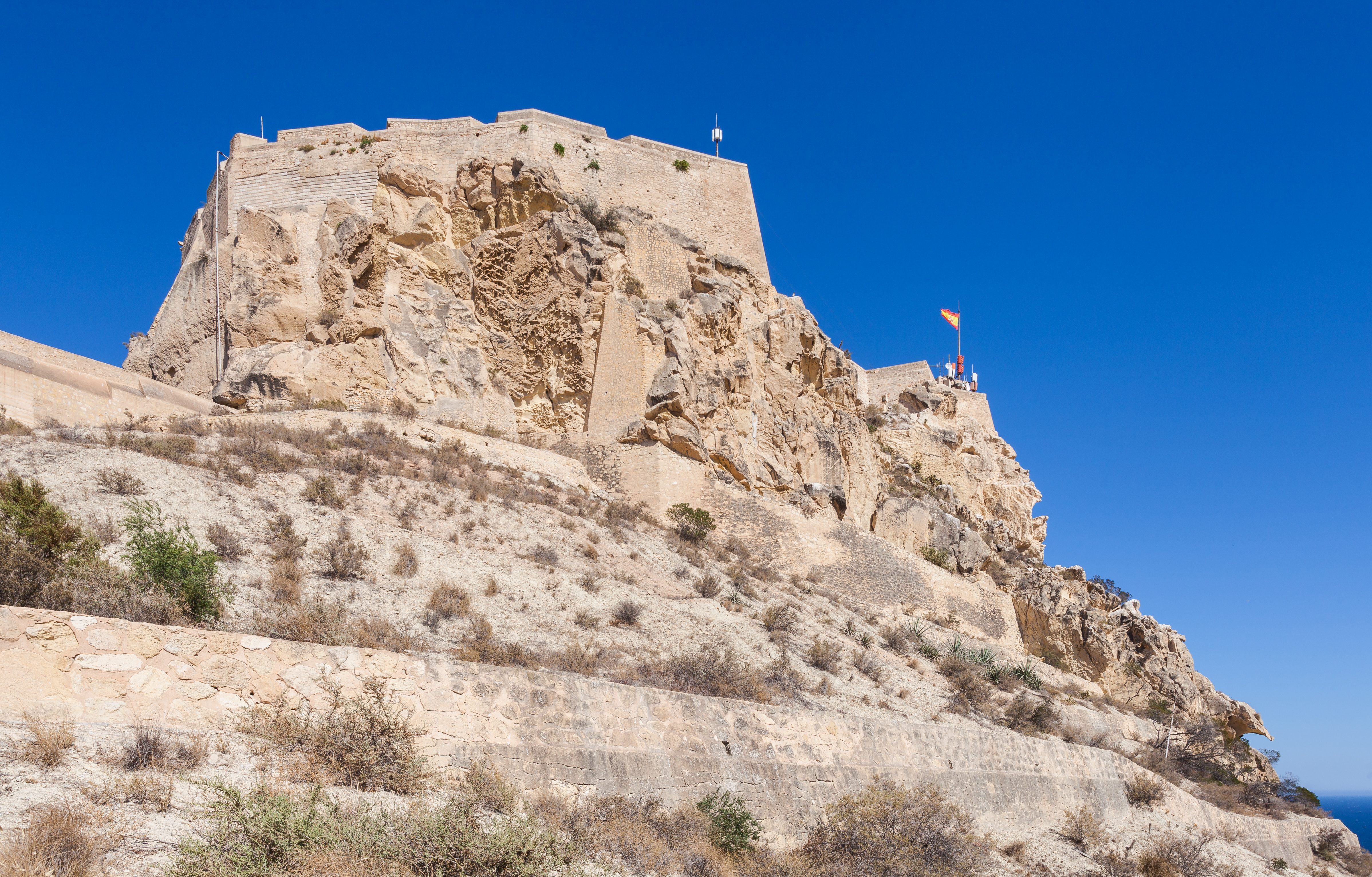

Des traces de présence humaines datant de l'âge du bronze ont été trouvées sur les pentes de la montagne, mais les origines du château datent du IXe siècle au moment de la domination musulmane de la péninsule ibérique. Le géographe arabe Al Idrissi appelle cette montagne Banu-lQatil, le toponyme peut provenir du mot pinna (en arabe "pointe") et laqanti, forme adjective de Laqant, le nom arabe d'Alicante.
Le 4 décembre 1248, le château est capturé par les forces castillanes dirigées par Alphonse de Castille, le futur roi Alphonse X. Il est nommé d'après Barbe la grande martyre, dont la fête était célébrée le jour de sa prise. Il est ensuite conquis par les Aragonais en 1296, pendant le règne de Jacques II d'Aragon, qui a ordonné sa reconstruction. Pierre IV d'Aragon, Charles Quint et Philippe II d'Espagne supervisent les reconstructions ultérieures.
Le château est bombardé en 1691 par une escadre française. Pendant la Guerre de Succession d'Espagne, il est tenu par les Anglais pendant trois ans. En 1873, il est bombardé, avec la ville, par les cantonalistas de la frégate Numancia.
Depuis le XVIIIe siècle, le rôle militaire du château a progressivement diminué.

### Guerre d'Espagne
Le château est utilisé comme prison lors de la guerre d'Espagne. On y retient les prisonniers républicains du camp de concentration de Los Almendros, notamment ceux qui n'ont pas pu s'exiler à bord du navire britannique Stanbrook.

### Dictature franquiste
Le château tombe après la guerre à l'abandon jusqu'en 1963, quand il est ouvert au public. Des ascenseurs sont installés à l'intérieur de la montagne pour y amener les visiteurs.

## Protection
Le château fait l’objet d’un classement en Espagne au titre de bien d'intérêt culturel depuis le 13 octobre 1961.